# Steliana Nistor
Steliana Nistor, född den 15 september 1989 i Sibiu, Rumänien, är en rumänsk gymnast.
Hon tog OS-brons i lagmångkampen i samband med de olympiska gymnastiktävlingarna 2008 i Peking.
Vid 19 års ålder meddelade han sin pensionering från idrott och hög konkurrens av hälsoskäl. Fysiskt kände hon sig utmattad i var och en av enheterna och hamnade mycket öm över hela kroppen, särskilt i ryggraden, ryggen och benen.